# Inviati speciali (film 2000)
Inviati speciali è un film del 2000 diretto da Fred Olen Ray.